# Sugar (singel Maroon 5)
Sugar – trzeci singiel promujący piąty, studyjny album grupy Maroon 5 zatytułowany V. Autorem utworu jest wokalista zespołu Adam Levine, Joshua Coleman, Lukasz Gottwald, Jacob Kasher, Hindlin, Mike Posner i Henry Walter, natomiast produkcją utworu zajął się Ammo oraz Cirkut. Singel został wydany 13 stycznia 2015 roku.

## Teledysk
Teledysk do utworu wyreżyserowany przez Davida Dobkina miał swoją premierę na oficjalnym kanale Vevo zespołu 14 stycznia 2015 roku. Telewizyjna premiera widea miała miejsce 17 stycznia 2015 roku o godzinie 9 na kanale VH1 w programie Top 20 Video Countdown. Dobkin jest reżyserem komedii romantycznej Polowanie na druhny do której nawiązuje fabuła teledysku.

## Notowania
Utwór zadebiutował w notowaniu Billboard Hot 100 na miejscu 8, ze sprzedażą ponad 150,000 kopii w ciągu tygodnia. W Kanadzie uplasował się na 3 miejscu Canadian Hot 100.
W Polsce singiel uzyskał certyfikat potrójnej platynowej płyty.

## Historia wydania
| Kraj              | Data             | Format           | Wytwórnia          |
| ----------------- | ---------------- | ---------------- | ------------------ |
| Stany Zjednoczone | 13 stycznia 2015 | Mainstream radio | Interscope Records |